# Ommatius pallidicoxa
Ommatius pallidicoxa là một loài ruồi trong họ Asilidae. Ommatius pallidicoxa được Curran miêu tả năm 1927. Loài này phân bố ở vùng nhiệt đới châu Phi.